# تونی رامبولا
تونی رامبولا (زاده ۲۴ نوامبر ۱۹۶۴) یک آهنگ‌ساز آمریکایی از شهر نوروود واقع در ایالات ماساچوست که در حال حاضر لید گیتاریست گروه‌ گادسمک است.

## تاریخچه
تونی رامبولا در سن ۱۱ سالگی شروع به یادگیری گیتار کرد. به گفتهٔ پدرش، تونی اولین بار یکی از آهنگ‌های گروه بلک سبت را یاد گرفت. او همچنین هیچوقت گیتار را از کسی یاد نگرفت و بطوریکه او از مجلات مختلف آموزشی برای یادگیری گیتار استفاده می‌کرد. اولین گیتار او SG بود و سپس به گیتار لس پاول روی آورد. او به طور کمکی در گروه‌های مختلف زیادی کار کرد و چندی بعد با امتحانی که از افراد زیادی گرفته شده بود برای نواختن گیتار در گروه گادسمک. و بالاخره او توانست لید گیتاریست گروه شود. او به همراه گروه در سال ۱۹۹۸ اولین آلبوم خود را بیرون داده‌اند که بالای ۵ میلیون کپی شده بود. تونی رامبولا در دوران جوانی هنگام یادگیری گیتار در نجاری هم کار می‌کرد. او بیان کرده که اگر گیتار نبود باید به شغل نجاری ادامه می‌داد. تونی همچنین ازدواج کرده و ۳ فرزند دارد. سبک او در نواختن گیتار مانند برخی گیتاریست‌ها مثل کرک همت از متالیکا و کاکا داونینگ و گلن تیپتون از جوداس پریست است.

## علاقه‌مندی‌ها
تونی رامبولا علاقهٔ شدیدی به بازی‌های رایانه‌ای و گلف دارد.

## تجهیزات
گیتار الکتریک: Les Paul
گیتار الکتریک : McNaught
گیتار الکتریک / آکوستیک : Ovation
گیتار آکوستیک : Takamine
آمپلی فایر : Splawn
آمپلی فایر : Diezel
پیک : Dunlop
استرینگ : GHS